# Neosilurus idenburgi
Neosilurus idenburgi är en fiskart som först beskrevs av Nichols, 1940.  Neosilurus idenburgi ingår i släktet Neosilurus och familjen Plotosidae. Inga underarter finns listade i Catalogue of Life.